# Бийомбо, Бисмак
Би́смак Бийо́мбо Су́мба  (суахили Bismack Biyombo Sumba; род. 28 августа 1992 года, Лубумбаши, Демократическая Республика Конго) — конголезский профессиональный баскетболист, играющий на позиции центрового в клубе национальной баскетбольной ассоциации «Сан-Антонио Спёрс». Был выбран на драфте НБА 2011 года в 1-м раунде под общим 7-м номером командой «Сакраменто Кингз».

## Биография
Бисмак родился во втором по величине городе Демократической Республики Конго Лубумбаши. В 16-летнем возрасте на турнире в Йемене его заметил известный испанский тренер Марио Пальма. Последний в то время тренировал иорданскую Сборную и, впечатлившись игрой Бийомбо, дал ему возможность попробовать свои силы в Европе.

## Профессиональная карьера

### Ильекас/Фуэнлабрада (2009—2011)
Первый год юный баскетболист провёл во второй команде испанской «Фуэнлабрады» «Ильескасе». По его завершении он был переведён в первую команду, а также начал вызываться в национальную Сборную своей страны.
Дебют Бисмака в чемпионате Испании состоялся 9 января 2010 года против «Ховентута» из Бадалоны. В нём игрок набрал 5 очков и сделал 7 подборов за предоставленные ему 13 минут матча.
На ежегодном матче молодых талантов Nike Hoops Summit, в котором Бийомбо выступал за Международную команду против команды США, баскетболист установил первый трипл-дабл (12 очков, 11 подборов и 10 блок-шотов) за все 14 лет проведения матча. После этого многие скауты существенно повысили рейтинг Бисмака среди других потенциальных новичков НБА. 

### Шарлотт Бобкэтс / Хорнетс (2011—2015)
В итоге на драфте 2011 года Бисмака Бийомбо под общим седьмым номером выбирает «Сакраменто Кингз», но по условиям договора между «Кингз» и «Шарлотт Бобкэтс», все права на игрока переходят к последним.После попыток во время локаута в НБА «Фуэнлабрады» в возмещении денежной компенсации для клуба из-за досрочного разрыва контракта, 19 декабря 2011 года Бийомбо всё же подписал контракт с «Шарлотт Бобкэтс».
После того как в течение первых двух сезонов в «Шарлотт» Бийомбо набирал в среднем по пять очков за игру, в сезоне 2013/14 его количество минут и последующая результативность резко упали, так как он перестал нравиться тренеру Стиву Клиффорду: в среднем он набирал всего 2,9 очка за 13,9 минуты за игру.
Перед сезоном 2014/15 «Бобкэтс» сменили название на «Хорнетс». Сезон 2014/15 Бийомбо начал в гораздо лучшей форме, несмотря на то, что пропустил семь из первых восьми игр сезона, в основном из-за приобретения клубом Джейсона Максиелла в межсезонье 2014 года. После того, как в конце декабря травму получил центровой Эл Джефферсон, Бийомбо был переведен в старт. 30 июня 2015 года «Хорнетс» решили не делать Бийомбо квалификационного предложения, сделав его неограниченно свободным агентом.

### Торонто Рэпторс (2015—2016)
18 июля 2015 года Бийомбо подписал двухлетний контракт с «Торонто Рэпторс» на сумму $5,7 млн. 1 августа 2015 года он сыграл за команду Африки на выставочном матче НБА 2015 года. Он дебютировал за «Рэпторс» в дебютном матче сезона против «Индианы Пэйсерс» 28 октября, набрав 7 очков и сделав 5 подборов в победе со счетом 106:99. Бийомбо выходил в старте в 18 матчах подряд с середины ноября по конец декабря, пока Йонас Валанчюнас восстанавливался после перелома руки. 17 декабря он набрал 8 очков, 18 подборов и 7 блоков в проигрыше от «Шарлотт Хорнетс». Пять дней спустя он набрал 9 очков и 20 подборов в победе над «Даллас Маверикс» со счетом 103:99. 30 декабря Бийомбо вернулся к роли игрока скамейки. Он вернулся в стартовый состав в середине марта, когда Валанчюнас снова получил травму. 17 марта 2016 года Бийомбо набрал максимальные в карьере 16 очков и установил рекорд франшизы, совершив 25 подборов, благодаря чему «Рэпторс» одержали победу в овертайме над «Индианой Пэйсерс» со счетом 101:94. 30 марта он набрал семь очков и сделал шесть подборов в победе над «Атлантой Хокс» со счетом 105:97, благодаря чему «Рэпторс» впервые в истории франшизы провели сезон с 50 победами.
Регулярный сезон «Рэпторс» завершили на втором месте в Восточной конференции, показав результат в 56 побед и 26 поражений. В первом раунде плей-офф «Рэпторс» встретились с «Индианой Пэйсерс», занявшей седьмое место, и в игре 5, состоявшейся 26 апреля, Бийомбо набрал 10 очков и сделал 16 подборов, благодаря чему «Рэпторс» повели в серии 3:2. «Рэпторс» выиграли серию 4:3 и вышли во второй раунд, где им противостоял «Майами Хит». В 7-й игре серии с «Хит» Бийомбо набрал 17 очков и сделал 16 подборов в победе со счетом 116:89, что помогло «Рэпторс» выйти в финал конференции впервые в истории франшизы. В 3-й игре финала конференции против «Кливленд Кавальерс» Бийомбо установил рекорд «Торонто» в плей-офф, сделав 26 подборов, и помог «Рэпторс» сократить преимущество «Кавальерс» в серии до 2:1. «Рэпторс» проиграли серию в шести матчах.
Отказавшись от опции игрока на сезон 2016/17 размером в 2,9 млн долларов, Бийомбо стал неограниченно свободным агентом 7 июня 2016 года. Позже Бийомбо заявил, что хотел бы переподписать контракт с «Рэпторс», но после подписания Демара Дерозана у «Рэпторс» не хватило места в зарплатной ведомости, чтобы это стало возможным.

### Орландо Мэджик (2016—2018)
7 июля 2016 года Бийомбо подписал четырехлетний контракт с «Орландо Мэджик» на сумму $72 млн. После превышения лимита грубых фолов во время плей-офф 2016 года Бийомбо был вынужден отбыть одноматчевую дисквалификацию, назначенную НБА, в первой игре сезона 2016/17. Он дебютировал за «Мэджик» во второй игре сезона 28 октября, набрав два очка за чуть менее 23 минут в поражении от «Детройт Пистонс» со счетом 82:108. 16 января 2017 года он набрал максимальные в сезоне 15 очков в игре с «Денвер Наггетс». 11 февраля он повторил эту отметку, набрав 15 очков в игре с «Даллас Маверикс». 5 марта в матче с «Вашингтон Уизардс» он набрал 15 подборов, что стало для него лучшим результатом в сезоне.
1 января 2018 года Бийомбо набрал 13 очков и 17 подборов в матче с «Бруклин Нетс» (95:98). 12 января он набрал 21 очко в матче с «Вашингтон Уизардс» (119:125). 4 апреля он набрал 12 очков, 12 подборов и сделал 5 передач в матче с «Даллас Маверикс» (105:100).

### Возвращение в Шарлотт (2018—2021)
7 июля 2018 года Бийомбо был обменян обратно в «Шарлотт Хорнетс» в рамках сделки с тремя командами. 5 января 2019 года он набрал максимальные в сезоне 16 очков в матче с «Денвер Наггетс», проигранном со счетом 110:123.
27 ноября 2019 года Бийомбо набрал максимальные в сезоне 19 очков, 9 подборов и два блока в матче с «Детройт Пистонс» (102:101). 16 декабря 2019 года он набрал максимальные в сезоне 17 подборов, 11 очков и блок в матче с «Индиана Пэйсерс».
Бийомбо переподписал контракт с «Хорнетс» 30 ноября 2020 года. 5 февраля 2021 года он набрал максимальные в сезоне 13 очков, четыре подбора и одну передачу за 19 минут в игре против «Юты Джаз». 13 апреля он оформил дабл-дабл из 10 очков и 12 подборов в игре против «Лос-Анджелес Лейкерс». 1 мая в игре с «Детройт Пистонс» он сделал максимальные в сезоне пять блоков. 13 мая Бийомбо снова набрал 13 очков, а также сделал семь подборов и одну передачу в игре с «Лос-Анджелес Клипперс».

### Финикс Санз (2022—2023)
Бийомбо стал неограниченно свободным агентом после сезона 2020/21. Он не подписал контракт ни с одной командой в течение 2021 года, отчасти из-за того, что скорбел о смерти своего отца Франсуа. 1 января 2022 года он подписал 10-дневный контракт с «Финикс Санз» через исключение из правил из-за пандемии COVID-19. 11 января Бийомбо подписал контракт до конца сезона, показав несколько очень успешных игр во время 10-дневного контракта. 17 января Бийомбо набрал 17 очков и сделал 14 подборов. Пять дней спустя, 22 января, Бийомбо набрал 21 очко, 13 подборов и 5 передач, выходя со скамейки запасных. С 26 по 30 января Бийомбо снова стал основным игроком из-за травм Деандре Эйтона и Джавэйла Макги. В 17 матчах, которые Бийомбо провел с января по 12 февраля, «Санз» были непобедимы.
5 июля 2022 года «Санз» переподписали Бийомбо.

### Мемфис Гриззлис (2023—2024)
1 ноября 2023 года Бийомбо подписал контракт с командой «Мемфис Гриззлис», но 10 января 2024 года покинул клуб.

### Оклахома-Сити Тандер (2024)
10 февраля 2024 года Бийомбо подписал контракт с «Оклахома-Сити Тандер». 6 марта Бийомбо неожиданно рухнул на пол на боковой линии своей команды во время игры против «Портленд Трэйл Блэйзерс». В итоге он смог покинуть площадку самостоятельно, и у него не было обнаружено серьезных заболеваний.

### Сан-Антонио Спёрс (2025—настоящее время)
9 февраля 2025 года Бийомбо подписал 10-дневный контракт с «Сан-Антонио Спёрс». 21 февраля Бийомбо и «Спёрс» договорились о новом 10-дневном контракте. 3 марта «Спёрс» подписали с ним контракт до конца сезона.

## Личная жизнь
Бийомбо - католик. В свободное время он любит читать и говорит на пяти языках: английский, французский, лингала, испанский и суахили. Бийомбо имеет право выступать за мужскую сборную ДР Конго по баскетболу, но так и не сыграл за нее, несмотря на свое намерение сделать это в ноябре 2018 года.
После обморока во время игры НБА в 2024 году из-за обезвоживания Бийомбо рассказал, что он регулярно постился в течение 13 сезонов в качестве личной преданности своей католической вере.
В 2016 году Бийомбо основал Фонд Бисмака Бийомбо. Во время пандемии COVID-19 в 2020 году фонд пожертвовал медицинские товары на сумму около 1 миллиона долларов жителям Демократической Республики Конго. В марте 2022 года Бийомбо объявил, что он пожертвовал свою зарплату за весь сезон 2021/22 на строительство больницы в Конго в честь своего отца.

## Статистика

### Статистика в НБА
| Сезон                                                                                    | Команда       | Регулярный сезон | Регулярный сезон | Регулярный сезон | Регулярный сезон | Регулярный сезон | Регулярный сезон | Регулярный сезон | Регулярный сезон | Регулярный сезон | Регулярный сезон | Регулярный сезон | Серия плей-офф | Серия плей-офф | Серия плей-офф | Серия плей-офф | Серия плей-офф | Серия плей-офф | Серия плей-офф | Серия плей-офф | Серия плей-офф | Серия плей-офф | Серия плей-офф |
| Сезон                                                                                    | Команда       | GP               | GS               | MPG              | FG%              | 3P%              | FT%              | RPG              | APG              | SPG              | BPG              | PPG              | GP             | GS             | MPG            | FG%            | 3P%            | FT%            | RPG            | APG            | SPG            | BPG            | PPG            |
| ---------------------------------------------------------------------------------------- | ------------- | ---------------- | ---------------- | ---------------- | ---------------- | ---------------- | ---------------- | ---------------- | ---------------- | ---------------- | ---------------- | ---------------- | -------------- | -------------- | -------------- | -------------- | -------------- | -------------- | -------------- | -------------- | -------------- | -------------- | -------------- |
| 2011/12                                                                                  | Шарлотт       | 63               | 41               | 23,1             | 46,4             | -                | 48,3             | 5,8              | 0,4              | 0,3              | 1,8              | 5,2              | Не участвовал  | Не участвовал  | Не участвовал  | Не участвовал  | Не участвовал  | Не участвовал  | Не участвовал  | Не участвовал  | Не участвовал  | Не участвовал  | Не участвовал  |
| 2012/13                                                                                  | Шарлотт       | 80               | 65               | 27,3             | 45,1             | -                | 52,1             | 7,3              | 0,4              | 0,4              | 1,8              | 4,8              | Не участвовал  | Не участвовал  | Не участвовал  | Не участвовал  | Не участвовал  | Не участвовал  | Не участвовал  | Не участвовал  | Не участвовал  | Не участвовал  | Не участвовал  |
| 2013/14                                                                                  | Шарлотт       | 77               | 9                | 13,9             | 61,1             | -                | 51,7             | 4,8              | 0,1              | 0,1              | 1,1              | 2,9              | 3              | 1              | 16,0           | 60,0           | -              | 33,3           | 3,7            | 0,3            | 0,0            | 0,7            | 2,7            |
| 2014/15                                                                                  | Шарлотт       | 64               | 21               | 19,4             | 54,3             | -                | 58,3             | 6,4              | 0,3              | 0,3              | 1,5              | 4,8              | Не участвовал  | Не участвовал  | Не участвовал  | Не участвовал  | Не участвовал  | Не участвовал  | Не участвовал  | Не участвовал  | Не участвовал  | Не участвовал  | Не участвовал  |
| 2015/16                                                                                  | Торонто       | 82               | 22               | 22,0             | 54,2             | 0,0              | 62,8             | 8,0              | 0,4              | 0,2              | 1,6              | 5,5              | 20             | 10             | 25,3           | 58,0           | -              | 59,7           | 9,4            | 0,4            | 0,4            | 1,4            | 6,2            |
| 2016/17                                                                                  | Орландо       | 81               | 27               | 22,1             | 52,8             | -                | 53,4             | 7,0              | 0,9              | 0,3              | 1,1              | 6,0              | Не участвовал  | Не участвовал  | Не участвовал  | Не участвовал  | Не участвовал  | Не участвовал  | Не участвовал  | Не участвовал  | Не участвовал  | Не участвовал  | Не участвовал  |
| 2017/18                                                                                  | Орландо       | 82               | 25               | 18,2             | 52,0             | 0,0              | 65,0             | 5,7              | 0,8              | 0,3              | 1,2              | 5,7              | Не участвовал  | Не участвовал  | Не участвовал  | Не участвовал  | Не участвовал  | Не участвовал  | Не участвовал  | Не участвовал  | Не участвовал  | Не участвовал  | Не участвовал  |
| 2018/19                                                                                  | Шарлотт       | 54               | 32               | 14,5             | 57,1             | -                | 63,7             | 4,6              | 0,6              | 0,2              | 0,8              | 4,4              | Не участвовал  | Не участвовал  | Не участвовал  | Не участвовал  | Не участвовал  | Не участвовал  | Не участвовал  | Не участвовал  | Не участвовал  | Не участвовал  | Не участвовал  |
| 2019/20                                                                                  | Шарлотт       | 53               | 29               | 19,4             | 54,3             | -                | 60,3             | 5,8              | 0,9              | 0,2              | 0,9              | 7,4              | Не участвовал  | Не участвовал  | Не участвовал  | Не участвовал  | Не участвовал  | Не участвовал  | Не участвовал  | Не участвовал  | Не участвовал  | Не участвовал  | Не участвовал  |
| 2020/21                                                                                  | Шарлотт       | 66               | 36               | 20,4             | 58,7             | 0,0              | 44,8             | 5,3              | 1,2              | 0,3              | 1,1              | 5,0              | Не участвовал  | Не участвовал  | Не участвовал  | Не участвовал  | Не участвовал  | Не участвовал  | Не участвовал  | Не участвовал  | Не участвовал  | Не участвовал  | Не участвовал  |
| 2021/22                                                                                  | Финикс        | 36               | 3                | 14,1             | 59,3             | -                | 53,5             | 4,6              | 0,6              | 0,3              | 0,7              | 5,8              | 9              | 0              | 9,6            | 64,7           | -              | 50,0           | 2,1            | 0,6            | 0,1            | 0,2            | 2,8            |
| 2022/23                                                                                  | Финикс        | 61               | 14               | 14,3             | 57,8             | -                | 35,7             | 4,3              | 0,9              | 0,3              | 1,4              | 4,3              | 8              | 0              | 9,8            | 56,3           | -              | 50,0           | 3,4            | 0,8            | 0,0            | 1,3            | 3,4            |
| 2023/24                                                                                  | Мемфис        | 30               | 27               | 23,9             | 56,3             | -                | 47,8             | 6,4              | 1,7              | 0,3              | 1,1              | 5,2              | Не участвовал  | Не участвовал  | Не участвовал  | Не участвовал  | Не участвовал  | Не участвовал  | Не участвовал  | Не участвовал  | Не участвовал  | Не участвовал  | Не участвовал  |
| 2023/24                                                                                  | Оклахома-Сити | 10               | 0                | 7,3              | 58,3             | -                | 50,0             | 1,8              | 0,2              | 0,1              | 0,3              | 1,8              | Не участвовал  | Не участвовал  | Не участвовал  | Не участвовал  | Не участвовал  | Не участвовал  | Не участвовал  | Не участвовал  | Не участвовал  | Не участвовал  | Не участвовал  |
| 2024/25                                                                                  | Сан-Антонио   | 28               | 26               | 18,9             | 58,8             | -                | 40,0             | 5,6              | 1,1              | 0,6              | 0,8              | 5,1              | Не участвовал  | Не участвовал  | Не участвовал  | Не участвовал  | Не участвовал  | Не участвовал  | Не участвовал  | Не участвовал  | Не участвовал  | Не участвовал  | Не участвовал  |
|                                                                                          | Всего         | 867              | 377              | 19,5             | 53,7             | 0,0              | 55,1             | 5,9              | 0,7              | 0,3              | 1,3              | 5,1              | 40             | 11             | 18,0           | 58,9           | -              | 55,9           | 6,1            | 0,5            | 0,2            | 1,0            | 4,6            |
| Наведите курсор мыши на аббревиатуры в заголовке таблицы, чтобы прочесть их расшифровку. |               |                  |                  |                  |                  |                  |                  |                  |                  |                  |                  |                  |                |                |                |                |                |                |                |                |                |                |                |

### Статистика в других лигах
| Сезон | Команда     | Лига              | GP | GS | MPG  | FG%  | 3P% | FT%  | RPG | APG | SPG | BPG | PFL | TOV | PPG |
| --- | ----------- | ----------------- | -- | -- | ---- | ---- | --- | ---- | --- | --- | --- | --- | --- | --- | --- |
| 2010/11 | Фуэнлабрада | Чемпионат Испании | 14 | 3  | 17,1 | 55,2 | -   | 55,3 | 5,1 | 0,3 | 0,4 | 2,3 | 2,0 | 1,7 | 6,4 |
| Всего | Всего       | Всего             | 14 | 3  | 17,1 | 55,2 | -   | 55,3 | 5,1 | 0,3 | 0,4 | 2,3 | 2,0 | 1,7 | 6,4 |
| Наведите курсор мыши на аббревиатуры в заголовке таблицы, чтобы прочесть их расшифровку Статистика приведена с сайта basketball.realgm.com |             |                   |    |    |      |      |     |      |     |     |     |     |     |     |     |